# TT-02
TT-02とは、株式会社タミヤより製造・販売されている電動RCカーのシャーシの名称である。

## 概要
TT-01に続く、初心者向けのシャフトドライブ4WDシャーシ。モーターはシャーシの右側に縦置きとなった。初心者にも扱いやすいように部品点数は少なくされており、価格も抑えられている。パーツの組換えでホイールベース・車高・トレッドをそれぞれ2タイプから選択でき、多彩なボディが装着可能。セッティング次第でフラットダートからオンロードまで対応できる、汎用性の高さが特徴。

## オンロードシリーズ

### TT-02
2013年5月発売

組み立てキット採用例：フェラーリ458 チャレンジ、ラ フェラーリ、NSX

#### ファーストトライ RCキット
2016年8月発売。初めてRCカーを組み立てる初心者向けにリリースされた、半完成状態のシャーシキット。接着済みのタイヤ・ホイール、組み立て済みフリクションダンパーが同梱されており、足回りの組み立てやモーター、RCメカの搭載でシャーシが完成する。タミヤRCスクールでも使用されている。

### TT-02D
2014年2月発売

- TT-02のドリフト仕様。フルベアリング仕様となり、タイヤはもちろんドリフト専用タイヤ。
- スポーツチューンモーターとアルミモーターヒートシンクを装備。

組み立てキット採用例：ニスモ R34 GT-R Z-tune、ニスモ COPPERMIX シルビア、トヨタ スープラ

### TT-02 TYPE-S
2014年11月発売

- TT-02のバージョンアップ版。
- 足まわりはリバーシブルサスアームを採用し、リヤのトーインを3度とした。
- アッパーアームやステアリングリンケージにターンバックルシャフトを採用し、キャンバ角やフロントのトー角の調整が可能になった。
- 駆動系はフルベアリング仕様。カップジョイントやドライブシャフトは金属製となった。

### TT-02R
2015年3月発売

- TT-02の基本性能を高めたレーシングチューン版。
- TT-02ハイスピードギヤセットやアルミトーインリヤアップライト(3度)を装備。
- モーターマウントやプロペラシャフト、プロペラジョイントもアルミ製になった。

### TT-02D TYPE-S　 D
2015年7月発売

- TT-02 TYPE-Sをベースにしたドリフト仕様。
- トルクチューンモーターとアルミモーターヒートシンクを装備。

## オフロードシリーズ

### TT-02B
2013年7月発売

- TT-02の4WDレーシングバギー。
- 長足＆スパイクタイヤの他、防塵用に受信機用ケースやモーターカバーを装備。

### TT-02T
2015年2月発売

- TT-02の4WDレーシングタイプのピックアップトラック。
- 防塵用の受信機用ケースやモーターカバーの他、トルクチューンモーターを標準装備。

### TT-02B MS
2015年7月発売

- TT-02Bの基本性能を高めたレーシングチューン版。
- フルベアリング仕様。アッパーアームにターンバックルシャフトを採用。
- プロペラシャフト、プロペラジョイントもアルミ製。

## 基本構成
- フレーム：船底形状バスタブタイプ
- ステアリング：3分割タイロッド式
- サスペンション：4輪ダブルウィッシュボーン
- ダンパー：フリクションタイプ or CVAオイルダンパー
- 駆動方式：縦置きモーター・シャフトドライブ4WD
- ギヤレシオ：オンロードタイプの標準は 8.27：1、オフロードタイプの標準は 10.71：1
- デフギヤ方式：前後とも4ベベルギアデフ
- モーター：540タイプ（D13のモーターマウントで380タイプも可）
- ホイールベース：スタンダード 257mm、ショートタイプ 251mm（バギータイプは266mm）

## その他
- TT-01と違い、ギヤデフが逆向きに入れられる（逆入れ防止の出っ張りが無い）[16]
- 部品の流通量が多く、部品の入手性が非常に高い
- また、様々なメーカーからTT-02のパーツが販売されている